# Vero Căliman
Vero Căliman (n. 1 octombrie 1988, Roman, Neamț, România) este o actriță română.
Timp de 15 ani a dat voce copilăriei în România, interpretând unul dintre cele mai iubite personaje: „Fetița Zurli”. A jucat în zeci de spectacole, în fața a milioane de oameni, atât in țara, cât și în afara ei. Tot în cadrul proiectului Zurli, și-a pus vocea pe mai mult de 100 de cântece care încă îi bucură pe cei mici atât în sălile de spectacole cât și în online. Felul în care arta transformă și lasă emoțiile înțelese o fascinează și îi dă energie și bucurie acum, să împartă experiența ei de pe scenă și nu numai cu copiii care au mai puțin acces la această formă de terapie, declara actrița într-un interviu  pentru revista Viva.
Pe lângă activitatea sa actoricească, Vero Căliman și-a dedicat o parte semnificativă a timpului său unor proiecte personale care vizează dezvoltarea creativă a copiilor și promovarea valorilor culturale și sociale.

## Biografie
Născută pe 1 octombrie 1988, la Roman, a absolvit Facultatea de arte, secția actorie, la Universitatea Hyperion din București, în 2010, la clasa profesorului Virgil Ogășanu.
Gașca Zurli
- 2009 - 2024 : Prin rolul de Fetiță Zurli, Vero Căliman a adus bucurie și învățături în viața a nenumărate generații de copii. Vocea ei caldă și personalitatea captivantă au făcut din acest personaj unul dintre cele mai iubite din peisajul cultural românesc.[4]

Proiectul „Teatru la Sat”
- 2023 – prezent: Fondatoare și regizoare a proiectului „Teatru la Sat”, inițiativă care a implicat aproximativ 50 de copii din satul Jegălia într-un proces creativ intens. Rezultatul a fost spectacolul original „Peter Pan și Wendy”, conceput și regizat integral de către subsemnata.

Școala de Teatru Qfeel
- Colaboratoare: Am susținut cursuri săptămânale de teatru pentru copii în cadrul Școlii de Teatru Qfeel, culminând cu regia spectacolelor „Fața Babei și Fata Moșului[6]” și „Hansel și Gretel”.

Organizația Ecotron
- Colaboratoare: Am contribuit la campaniile educaționale ale Organizației Ecotron, promovând importanța reciclării aparatelor electrice și electronice prin intermediul materialelor video realizate special pentru mediul online[7].

Centrul Social de Psihoterapie
- Gazdă Podcast: Am inițiat și moderat podcastul „OpenMind cu Vero”, un spațiu dedicat discuțiilor deschise despre experiențele publicului cu psihoterapia.

Diverse Evenimente Caritabile
- Activistă socială: Am participat activ la evenimente caritabile precum „We Run for Heroes” și Festivalul de Animație organizat de Teatrul Bulandra din Târgoviște, contribuind la promovarea unor cauze importante.

Voxa
- Artistă audio: Am înregistrat vocea pentru cărțile pentru copii „Aventurile lui Tup” și alte proiecte similare, aducând poveștile la viață pentru micii ascultători.